# Galafura
Galafura is een plaats (freguesia) in de Portugese gemeente Peso da Régua en telt 835 inwoners (2001).